# Горбуновы (дворянский род)
Горбуновы — древний дворянский род.
Существуют несколько дворянских родов Горбуновых, но в древнем дворянстве утверждён лишь род, потомство Ивана Никифоровича Горбунова, владевшего поместьями в Новгородском уезде и записаны в VI часть родословной книги Псковской губернии.
Род внесён в родословную книгу (III часть) Симбирской губернии.
Определением Правительствующего Сената (23 Ноября 1906), действительный статский советник Константин Павлов Горбунов, с сыном его Борисом, признан в потомственном Дворянском достоинстве, с правом на внесение в III часть дворянской родословной книги, по полученному им (02 Апреля 1906), чина действительного статского советника.

## История рода
В XV веке Никифор Горбунов владел поместьем в Новгородском уезде.
Богдан и Пётр Горбуновы владели поместьями в Новгород-Северском уезде и были десятниками у новгород-северских стрельцов (1605). Семён Афанасьевич вёрстан новичным окладом по Чернигову (1628).
Иван Никифорович владел населённым имением (1699).

## Описание герба
Щит поделён на четыре части. В первой и четвёртой золотых частях чёрная с серебряными швами крепостная стена. Во второй и третьей голубых частях по два, один под другим, золотых льва с красными глазами и языками. Над щитом дворянский коронованный шлем. Нашлемник: золотые орлиные крылья в полёте. Намёт: справа чёрный с золотом, слева голубой с золотом.
Герб внесён в XIX часть Общего гербовника дворянских родов Российской империи № 76.